# 千岛湖站
千岛湖站是杭黄客运专线的一座车站，位于中华人民共和国浙江省杭州市淳安县文昌镇文昌村，离淳安县城约20公里。施工方利用原花屋（坞）村和文屏村的地块建设站场及配套设施，原居住在这两村的居民全部搬迁至位于上荷坞的安置区。
车站原名淳安站，后经过当地政府历时4年的争取，最终将车站名称定名为千岛湖站，以提升当地景点“千岛湖”的核心旅游品牌知名度。同时原金千铁路千岛湖站更名千岛湖南站。车站于2018年12月25日建成并投入使用。

## 车站结构

### 站房
千岛湖站是线下式高架车站，总建筑面积23261平方米。其中站房长125米，建筑面积1.1万平方米；站前地面架空旅客集散广场面积1.2万平方米。千岛湖站站房是一个建在“山边、湖边、溪边、桥边、村边”、“山上、湖上、溪上、桥上与村上”的“五边、五上”车站。站房主体2层，局部3层。首层为架空层；屋顶采用坡顶式设计。
车站售票处位于站房西侧，设有6个人工售票窗口和6台自助售票机；候车大厅位于站房中部，面积8944平方米，候车室装修风格融入了淳安的人文、历史、自然景观等地方特色。候车室内设有杭黄铁路展览馆，以沙盘、图文的形式向旅客介绍杭黄客运专线的建设过程。
- 售票处
- 候车室
- 检票口后侧平台
- 出站口

### 站场
千岛湖站站场位于高架二层，跨越潭头溪，站房一层和地下一层通过若干扶梯和楼梯连接。车站站台设2台6线，并设有两座宽12米、长450米的岛式站台，具备始发功能。两座岛式站台被坡屋面大雨棚覆盖。
| 2F  | 4站台    | 杭黄客运专线 往杭州南方向（建德站）    |
| 2F  | 岛式站台 |                                        |
| 2F  | 3站台    | 杭黄客运专线 往杭州南方向（建德站）    |
| 2F  | 通过线   | 杭黄客运专线 上行列车通过线            |
| 2F  | 通过线   | 杭黄客运专线 下行列车通过线            |
| 2F  | 2站台    | 杭黄客运专线 往黄山北方向（三阳站）    |
| 2F  | 岛式站台 |                                        |
| 2F  | 1站台    | 杭黄客运专线 往黄山北方向（三阳站）    |
| 1F  | 站房     | 进站口、售票、候车、检票口1            |
| -1F | 站房     | 出站口、高铁专线候车区、出租车、停车场 |

## 始发列车目的地
千岛湖站为杭黄客运专线中唯一一个具备始发终到功能的中间站，因此该站设有始发终到的列车。
| 列车所属路局 | 车次         | 目的地   |
| ------------ | ------------ | -------- |
| 北京局集团   | G40          | 北京南   |
| 上海局集团   | G7454        | 南京南   |
| 上海局集团   | G7456        | 合肥南   |
| 上海局集团   | G7552、G7554 | 上海虹桥 |

## 接驳交通

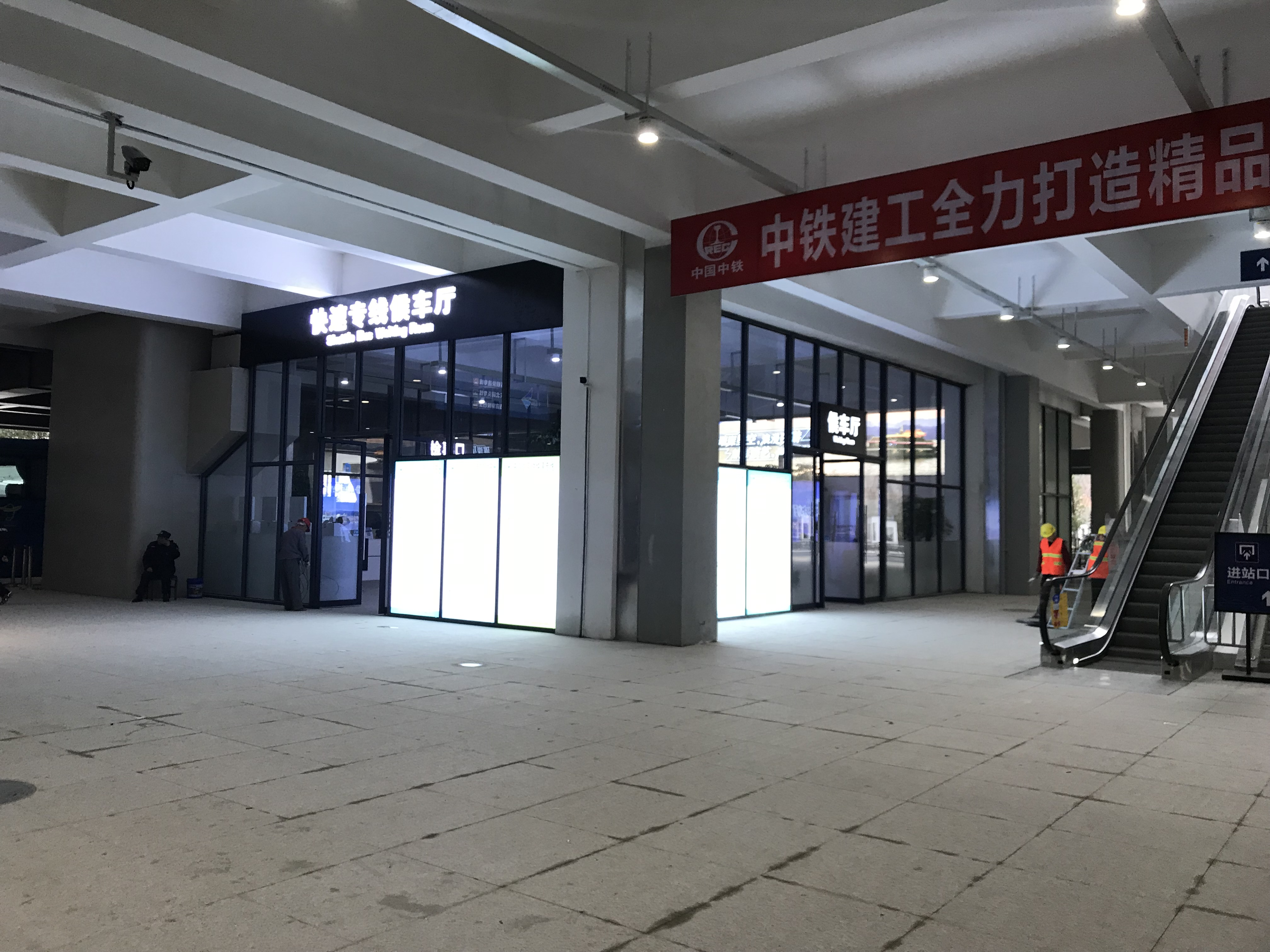
快速专线候车区

千岛湖站距离淳安县城23公里，通过S302（又称05省道）连接。2017年开始淳安县政府对05省道进行改造，改造后可达到快速路标准：道路宽20米，为双向四车道，此外路旁设有沿湖单车径。2019年1月原05省道更名为千岛湖大道。
车站站房下设有停车库和大巴停车区，内设有租车点；站房外亦设有桥下、花屋（坞）、沿溪和东北码头四个停车场。

### 公交
千岛湖站在运营初期设有快速专线车及2条穿梭巴士。快速穿线车往来千岛湖站和千岛湖汽车客运北站，全部使用核载46人的黑色涂装的大巴，票价5元人民币。2019年9月起淳安县正式开通千岛湖站三条通往淳安县城的旅游穿梭巴士线，分别为至千岛湖客运西站的游001路、至南景现代城的游002路和至新玉丽商务酒店的游003路。穿梭巴士采用蓝色大巴车，运行时间约30分钟，票价10元人民币。部分酒店亦开通至千岛湖站的穿梭巴士。
2019年2月，桐庐运管开通了桐庐县分水镇至千岛湖站的城际公交。